# Okřešice
Okřešice (německy Okrzeschitz, Wartenberg, starší názvy Wokrzessycze, Okržessitze, Okržeccicze) jsou obec v okrese Třebíč v kraji Vysočina. Žije zde 194 obyvatel.
Vesnice se nachází 6 km severozápadně od města Třebíče, stojí na úpatí kopce Strážnice.
Sousedními obcemi sídla jsou Číhalín, Červená Lhota, Třebíč a Horní Vilémovice.

## Geografie
Ze západu na východ vede přes území obce silnice vycházející ze silnice II/351 do Budíkovic. Podél severovýchodní hranice území obce vede silnice mezi Trnavou a Beneticemi. Na západním okraji vede severně užitková silnice k samotě Vartemberk a od zastavěného území obce vede severně cesta pod kopec Hora. Přes zastavěné území obce vede zelená turistická stezka mezi Třebíčí a Velkým Javorem. Ze západu na východ vede přes území obce cyklostezka 5214, na severovýchodním okraji území vede cyklostezka 103.
Většina území obce je využívána zemědělsky, severní část území obce je však kopcovitá a výrazně zalesněna, zalesněná je i část západně od zastavěného území obce okolo kopce Strážnice a severně od zastavěného území obce u Ptáčovského potoka. Na severním okraji zastavěného území obce se nachází areál bývalého JZD.
Na západním okraji území obce jižně od samoty Vartemberk pramení Ptáčovský potok, ten pak teče dál východně přes vodní nádrž Střence a u východní hranice území obce se vlévá do potoka Lubí. Na západním okraji území obce pramení Okřešický potok v rybnících Okřešice a Pod Strážnicí, ten pak teče východně a u Budíkovic se do něj vlévá potok, který tvoří část jihovýchodní hranice území obce. Okřešický potok se pak po cca 5 km vlévá u Pocoucova do potoka Lubí. Část severní hranice území obce tvoří potok Lubí, který pak teče jižně přes část území obce. Na západním okraji území obce pramení potůček, který tvoří část rybníka Okřešice. 
Území obce je poměrně kopcovité, nejnižší část je na východním okraji území, kde dosahuje cca 500 metrů nad mořem, nejvyšším bodem je vrchol Hora na severním okraji území obce, který dosahuje 613 metrů nad mořem. Západně od zastavěného území obce se nachází vrchol Strážnice (574 m), na území obce se pak objevuje ještě několik nepojmenovaných kopců s nadmořskou výškou kolem 550 metrů nad mořem. Těsně za severní hranicí území obce se nachází Čechtínský kopec (662 m) a Jelení hlava (617 m) a těsně za východní hranicí se nachází Jurdův kopec (539 m). 
Zastavěná část území obce se nachází na jihovýchodním okraji území obce, na západním okraji území obce se nachází samota Vartemberk. 
U samoty Vartemberk se nachází památný strom Lípa u Vantiberku.

## Název
Základem jména vesnice bylo osobní jméno Okřěša (utvořené od slovesa okřěsiti (sě) - "vzkřísit (se)"). Původně se jednalo o pojmenování obyvatel vsi (Okřěšici), které znamenalo "Okřěšovi lidé".

## Historie
Okřešice byly snad založeny třebíčskými benediktiny snad nedaleko někdejší vesnice Křižanov, zmiňována je trať na Křižanově. Vesnice patřila do třebíčského panství. První písemná zmínka o vesnici pochází z roku 1556.
Ale již v roce 1547 získala obec jakou součást třebíčského panství mílové právo. V roce 1556 se stal majitelem třebíčského panství i s vesnicí Okřešicemi Burian Osovský z Doubravice. 
Na konci 18. století byla ve vsi založena jednotřídní škola, ta byla roku 1878 přestěhována do nově postavené školní budovy.
V roce 1882 byla u dřevěného kříže z roku 1863 na návsi postavena kaplička, ta byla vysvěcena roku 1882, ta byla v roce 1910 zbořena a na jejím místě byla postavena větší kaple svatého Antonína. V roce 1923 ve vsi vznikl spolek Domovina. V roce 1942 byl ve vsi založen sbor dobrovolných hasičů.
Do roku 1849 patřily Okřešice do třebíčského panství, od roku 1850 patřily do okresu Jihlava, pak od roku 1855 do okresu Třebíč. Mezi lety 1850 a 1867 patřily Okřešice pod Červenou Lhotu, mezi lety 1960 a 1980 byla obec začleněna pod Budíkovice a mezi lety 1980 a 1993 byla obec začleněna pod Třebíč, následně se obec osamostatnila.
| Rok            | 1869 | 1880 | 1890 | 1900 | 1910 | 1921 | 1930 | 1950 | 1961 | 1970 | 1980 | 1991 | 2001 |
| Počet obyvatel | 178  | 230  | 240  | 237  | 229  | 263  | 230  | 182  | 176  | 156  | 169  | 164  | 162  |

## Sport
V obci působí nohejbalový tým, který hraje okresní soutěž neregistrovaných hráčů. V obci také působí od roku 1942 sbor dobrovolných hasičů, který se vedle hasičské činnosti stará i o kulturní dění v obci. 

## Politika

### Volby do Poslanecké sněmovny
|       | 2006                | 2010                 | 2013               | 2017                | 2021                |
| ----- | ------------------- | -------------------- | ------------------ | ------------------- | ------------------- |
| 1.    | ČSSD (40,19 %)      | TOP 09 (20,65 %)     | ANO 2011 (28,86 %) | ANO (35,64 %)       | ANO (35,65 %)       |
| 2.    | KDU-ČSL (22,54 %)   | ČSSD (16,3 %)        | KDU-ČSL (21,64 %)  | KDU-ČSL (19,8 %)    | SPOLU (22,6 %)      |
| 3.    | ODS (16,66 %)       | Suverenita (11,95 %) | ČSSD (16,49 %)     | SPD (7,92 %)        | SPD (8,69 %)        |
| účast | 74,64 % (103 z 138) | 69,17 % (92 z 133)   | 70,80 % (97 z 137) | 72,86 % (102 z 140) | 75,82 % (116 z 153) |

### Volby do krajského zastupitelstva
|      | 1.                 | 2.                       | 3.                    | účast              |
| ---- | ------------------ | ------------------------ | --------------------- | ------------------ |
| 2000 | 4KOALICE (35,71 %) | SNK (25,71 %)            | KSČM (15,71 %)        | 58,39 % (80 z 137) |
| 2004 | KDU-ČSL (29,03 %)  | SNK (24,19 %)            | ODS (20,96 %)         | 46,66 % (63 z 135) |
| 2008 | ČSSD (27,69 %)     | KDU-ČSL (16,92 %)        | KSČM (13,84 %)        | 46,1 % (65 z 141)  |
| 2012 | ČSSD (25 %)        | KDU-ČSL (23,21 %)        | KSČM (12,5 %)         | 46,21 % (61 z 132) |
| 2016 | ANO 2011 (25,35 %) | KDU-ČSL (19,71 %)        | ČSSD (15,49 %)        | 51,8 % (72 z 139)  |
| 2020 | ANO (21,51 %)      | KDU-ČSL (16,45 %)        | STAN+SNK ED (16,45 %) | 53,38 % (79 z 148) |
| 2024 | ANO (40 %)         | ODS+TOP 09+STO (13,84 %) | KDU-ČSL (13,84 %)     | 43,21 % (70 z 162) |

### Prezidentské volby
V prvním kole prezidentských voleb v roce 2013 první místo obsadil Miloš Zeman (39 hlasů), druhé místo obsadil Jan Fischer (21 hlasů) a třetí místo obsadil Karel Schwarzenberg (12 hlasů). Volební účast byla 82,71 %, tj. 110 ze 133 oprávněných voličů. V druhém kole prezidentských voleb v roce 2013 první místo obsadil Miloš Zeman (58 hlasů) a druhé místo obsadil Karel Schwarzenberg (37 hlasů). Volební účast byla 72,18 %, tj. 96 ze 133 oprávněných voličů.
V prvním kole prezidentských voleb v roce 2018 první místo obsadil Miloš Zeman (54 hlasů), druhé místo obsadil Jiří Drahoš (24 hlasů) a třetí místo obsadil Pavel Fischer (13 hlasů). Volební účast byla 78,72 %, tj. 111 ze 141 oprávněných voličů. V druhém kole prezidentských voleb v roce 2018 první místo obsadil Miloš Zeman (72 hlasů) a druhé místo obsadil Jiří Drahoš (39 hlasů). Volební účast byla 78,72 %, tj. 111 ze 141 oprávněných voličů.
V prvním kole prezidentských voleb v roce 2023 první místo obsadil Andrej Babiš (41 hlasů), druhé místo obsadil Petr Pavel (26 hlasů) a třetí místo obsadila Danuše Nerudová (20 hlasů). Volební účast byla 77,42 %, tj. 120 ze 155 oprávněných voličů. V druhém kole prezidentských voleb v roce 2023 první místo obsadil Petr Pavel (70 hlasů) a druhé místo obsadil Andrej Babiš (50 hlasů). Volební účast byla 79,22 %, tj. 122 ze 154 oprávněných voličů.

## Osobnosti
- Marie Kubišová (1912–1942) – manželka Rudolfa Kubiše

## Památky
- Kaple svatého Antonína z roku 1910
- výklenková kaplička, nově vystavěná jako náhrada za původní nedaleko stojící kapličku, jenž byla ze statických důvodů zbořena

## Galerie

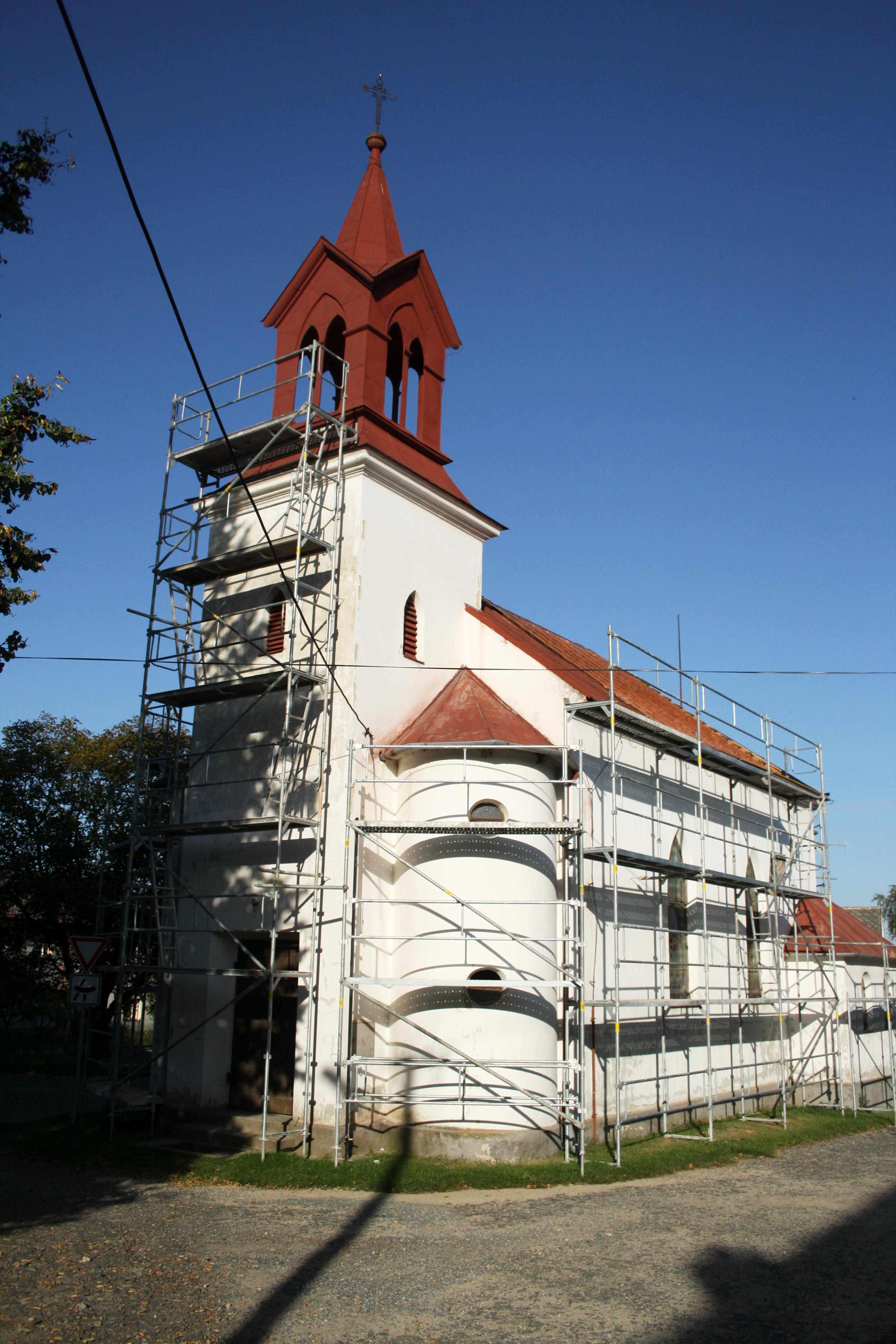
Kaple sv. Antonína v Okřešicích
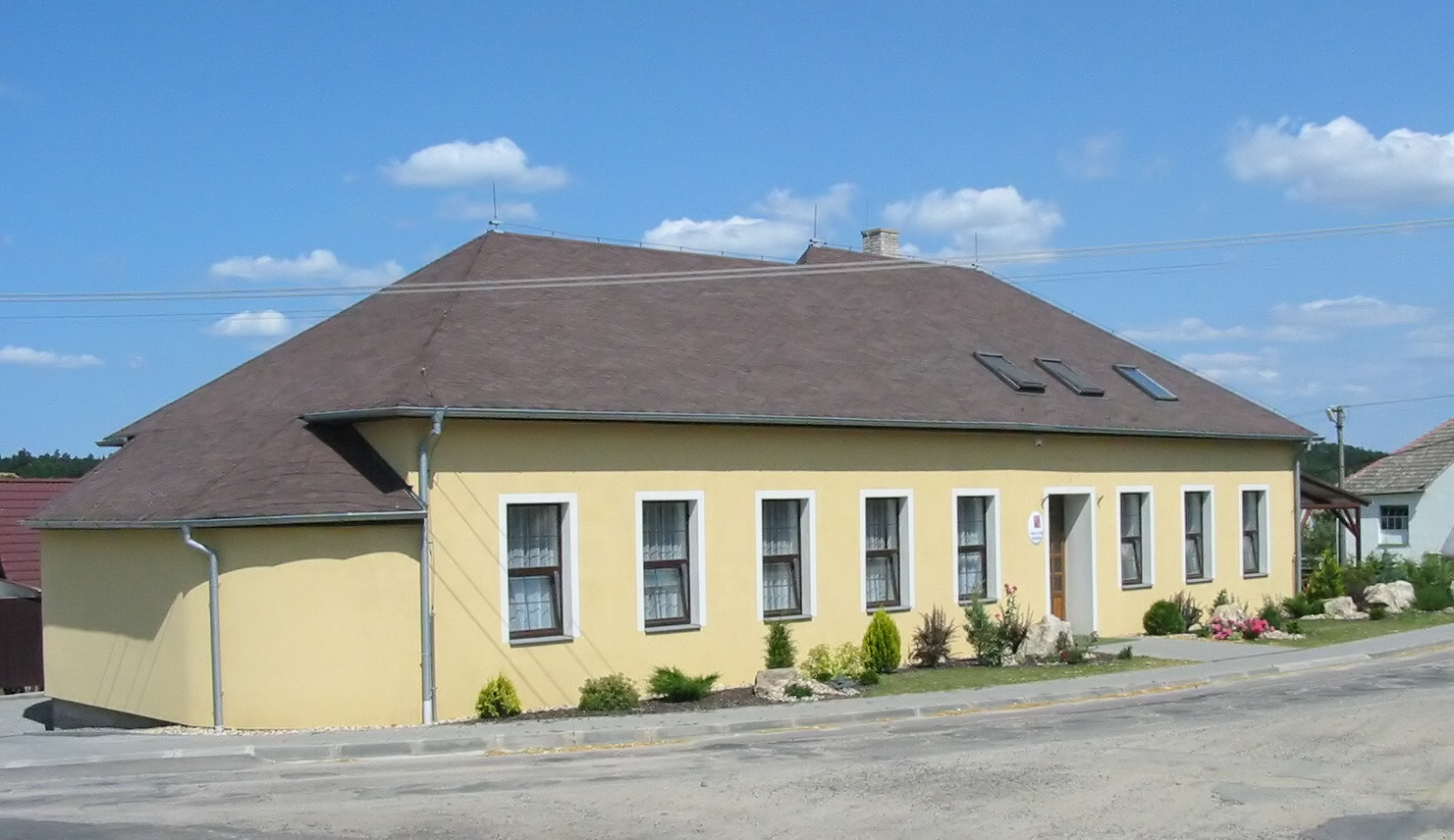
Obecní úřad
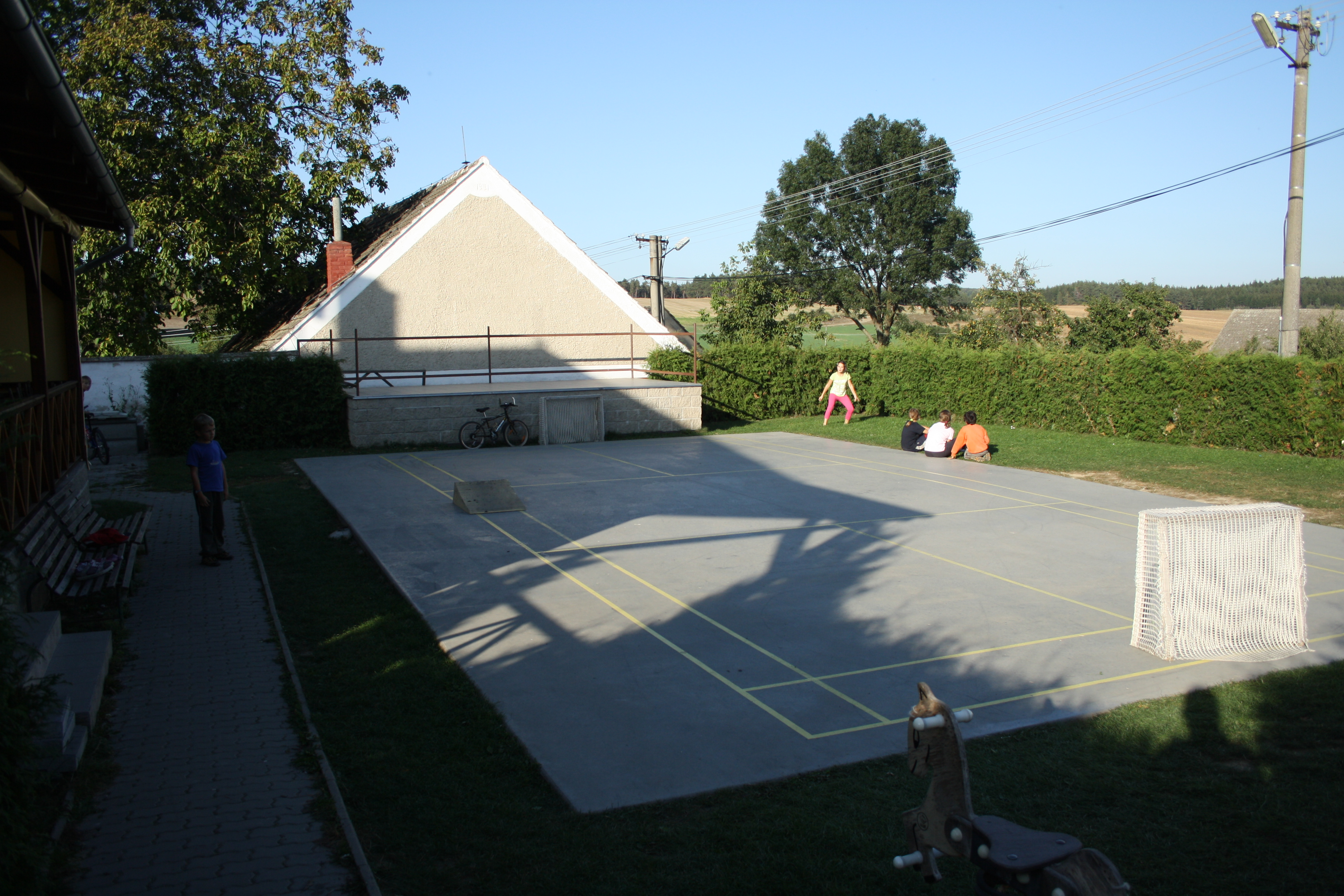
Veřejné hřiště u obecního úřadu